# Mongolië op de Olympische Winterspelen 1984
Tijdens de Olympische Winterspelen van 1984, die in Sarajevo (Joegoslavië) werden gehouden, nam Mongolië voor de vijfde keer deel.

## Deelnemers en resultaten

### Langlaufen
| Olympiër                                                                              | Discipline            | Resultaat | Prestatie                                                    |
| ------------------------------------------------------------------------------------- | --------------------- | --------- | ------------------------------------------------------------ |
| Pürevjavyn Batsüh                                                                     | 15 km (m)             | 69e       | 50.35,2 (+9.09,6)                                            |
| Pürevjavyn Batsüh                                                                     | 30 km (m)             | 65e       | 1:48.18,8 (+19.22,5)                                         |
| Luvsandasjiin Dorj                                                                    | 15 km (m)             | 65e       | 49.17,8 (+7.52,2)                                            |
| Luvsandasjiin Dorj                                                                    | 30 km (m)             | 55e       | 1:43.03,1 (+14.06,8)                                         |
| Dondogiin Ganhujag                                                                    | 15 km (m)             | dq        | diskwalificatie                                              |
| Dondogiin Ganhujag                                                                    | 30 km (m)             | 63e       | 1:47.32,5 (+18.36,2)                                         |
| Vangansürengiin Rentsjinhorol                                                         | 15 km (m)             | dq        | diskwalificatie                                              |
| Vangansürengiin Rentsjinhorol                                                         | 30 km (m)             | 61e       | 1:47.04,0 (+18.07,7)                                         |
| Pürevjavyn Batsüh Vangansürengiin Rentsjinhorol Dondogiin Ganhujag Luvsandasjiin Dorj | 4x10 km estafette (m) | 15e       | 2:16.01,6 (+20.55,3) (34.35,4 / 35.09,3 / 33.11,1 / 33.05,8) |

Andorra · Argentinië · Australië · België · Bolivia · Bondsrepubliek Duitsland · Britse Maagdeneilanden · Bulgarije · Canada · Chili · China · Chinees Taipei · Costa Rica · Cyprus · Duitse Democratische Republiek · Egypte · Finland · Frankrijk · Griekenland · Groot-Brittannië · Hongarije · IJsland · Italië · Japan · Joegoslavië · Libanon · Liechtenstein · Marokko · Mexico · Monaco · Mongolië · Nederland · Nieuw-Zeeland · Noord-Korea · Noorwegen · Oostenrijk · Polen · Puerto Rico · Roemenië · San Marino · Senegal · Sovjet-Unie · Spanje · Tsjecho-Slowakije · Turkije · Verenigde Staten · Zuid-Korea · Zweden · Zwitserland